# وویتک وولسکی
وویتک وولسکی (لهستانی: Wojtek Wolski؛ زادهٔ ۲۴ فوریهٔ ۱۹۸۶) بازیکن هاکی روی یخ اهل لهستانی‌تبار اهل کانادا است.
از باشگاه‌هایی که در آن بازی کرده‌است می‌توان به فینیکس کایوتیس و نیویورک رنجرز اشاره کرد.